# Brunon Kwiecień
 (novembre 2023).
Brunon Leszek Kwiecień, né le 21 juin 1967 et décédé le 6 août 2019 à Wrocław, est un ingénieur chimiste polonais, docteur en chimie (depuis 2000), chercheur à l'Université d'agriculture Hugo Kołłątaj à Cracovie et un criminel reconnu coupable en 2015 pour avoir tenté d'organiser un attentat contre les plus hautes autorités de l'État polonais en 2012. Il est la première personne reconnue coupable de terrorisme dans la Troisième République polonaise.

## Biographie

### Jeunesse et parcours universitaire

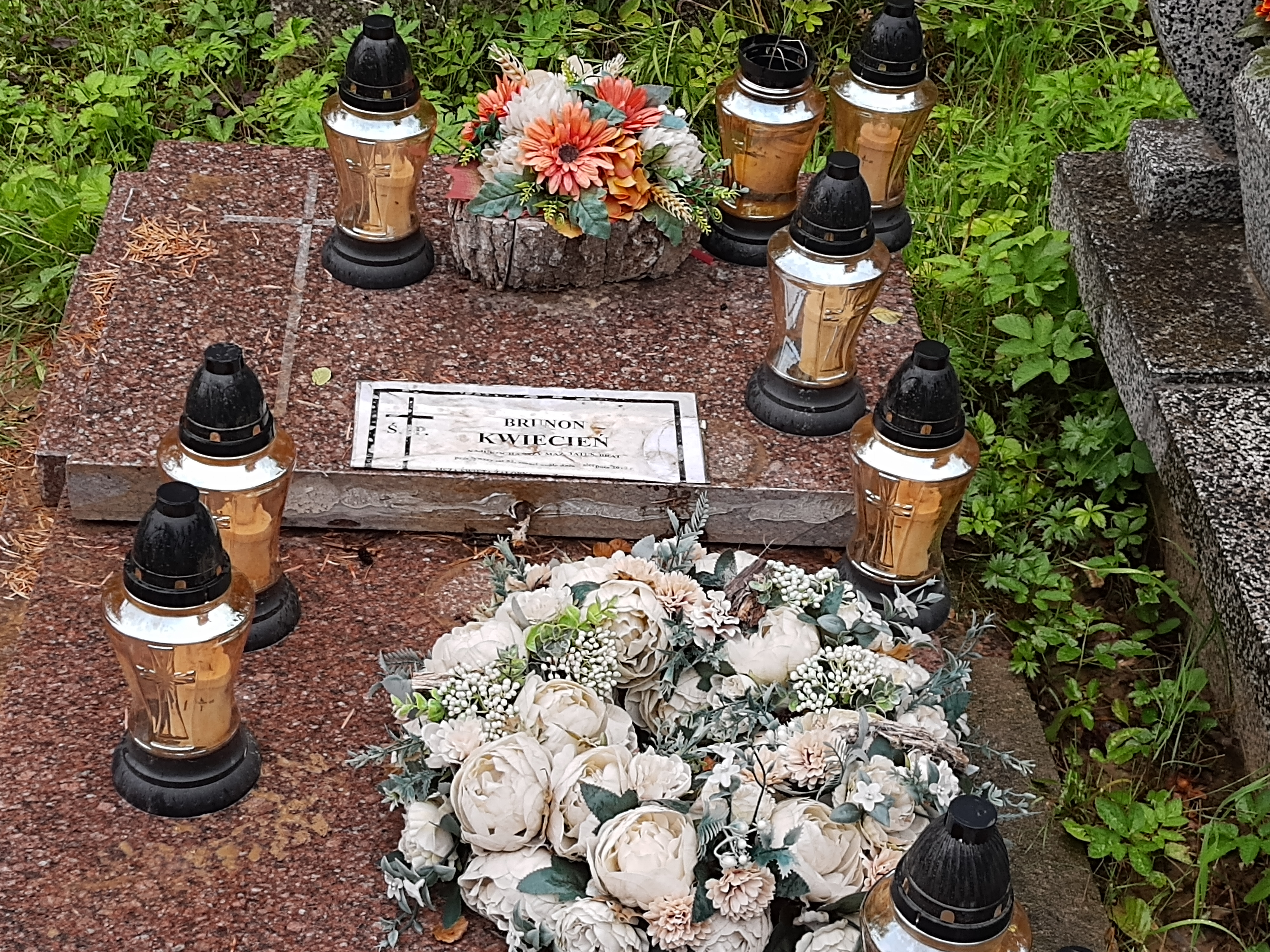
Tombe de Bruno Kwiecień au cimetière de Batowice

En 1982, à l'âge de 15 ans, il provoque dans sa propre maison l'explosion d'un mélange pyrotechnique de fabrication amateur, qui lui blesse les mains : il perd plusieurs doigts, et entraîne des lésions aux yeux (cataracte traumatique).
Il est diplômé de l'École secondaire technique chimique de Cracovie, puis de technologie chimique de l'Université technologique de Cracovie. En 1996, il commence ses études de doctorat et en 2000 il obtient son doctorat à l'Institut de chimie organique de l'Académie polonaise des sciences sur la base de sa thèse de doctorat intitulée : «  Questions sélectionnées de spectroscopie et applications dans la synthèse de la β-sulfonylénamine ». Son directeur de thèse étaittle professeur Lech Jan Kozerski. Depuis les années 2000, il devient professeur adjoint à l'Université d'Agriculture Hugo Kołłątaj à Cracovie au Département de Chimie et Physique.
En novembre 2012, il rejoint le parti politique Renaissance nationale de Pologne.

### Accusation et procès pour préparation d'attentat
Il est accusé d'avoir préparé un attentat entre juillet et novembre 2012, qui devait être perpétré lors d'une session de la 7e législature de la Diète de la République de Pologne, à laquelle participait le Président et le Premier ministre de la République de Pologne. Cette session était consacrée à l'étude du projet de budget. L'attaque devait être menée à l'aide d'un véhicule blindé de transport de troupes de type SKOT modifié (ses flancs devaient être spécialement affaiblis par des coupures appropriées, ce qui provoquerait une plus grande propagation de l'énergie sur ses côtés plutôt que vers le haut lors de l'explosion), dans lequel devaient être placées 4 tonnes d'explosifs à base de salpêtre.
L'organisation terroriste créée en 2012 comprenait au moins trois agents de l'Agence de sécurité intérieure et un collaborateur secret des services. Au cours de l'enquête, 35 armes qu'il était accusé de posséder, un véhicule blindé de transport de troupes et des explosifs qui auraient dû être utilisés lors de l'attaque n'ont pas été retrouvés. Cependant, environ un demi-kilo d’explosifs a été trouvé, parmi lesquels de l'hexogène. Selon Kwiecień, elle aurait été préparée spécialement à la demande des agents de l'Agence de sécurité intérieure afin de faire sauter le monument du martyre juif à Białystok. De plus, certains témoins amis de Kwiecień ont parlé de sa conviction que la révolution arrivait en Pologne et que le gouvernement devait être renversé par la force.
Kwiecień lui-même a fermement nié avoir entrepris des actions visant à commettre ce type de crime. Il affirme en outre avoir été encouragé à le faire par des tiers notamment des agents des services secrets, sans en être lui-même l'initiateur. Après leurs suggestions concernant le recrutement d'autres membres de l'organisation terroriste, il devait s'engager à proposer aux deux étudiants les plus actifs de ses cours sur les explosifs de participer à ce projet, mais ils ont catégoriquement refusé. Ensuite, des membres de l'organisation d'extrême droite Krew i Honor, intéressés par l'organisation de l'attaque, l'auraient contacté. Le rôle de Kwiecień devait se limiter à donner des cours théoriques sur les explosifs. Comme il l'a lui-même souligné, il n'a pas accepté de suivre des cours pratiques parce qu'il ne disposait pas d'un permis ou d'une licence pour de telles tentatives, mais il a accepté de préparer le groupe à mener cette attaque. Les préparatifs devaient les familiariser avec l'utilisation des explosifs, la production de mélanges explosifs, l'armement et le tir de charges. À un moment donné, il a tenté de s'en retirer, soupçonnant de participer à un jeu opérationnel  .
En 2012, le corps de sa belle-mère assassinée a été retrouvé dans la forêt, à environ 30 km de son lieu de résidence. Son sang a été retrouvé, entre autres, dans la voiture de Kwiecień et chez elle. Comme il l'a lui-même affirmé au cours de l'enquête, il n'a été interrogé qu'en tant que témoin et le sang trouvé était le résultat des saignements de nez fréquents de sa belle-mère ou de sa blessure accidentelle lors du nettoyage de sa voiture. Il a été arrêté le 9 novembre 2012 et le procès a débuté le 28 janvier 2014. Le 21 décembre 2015, le tribunal de district de Cracovie a condamné Brunon Kwiecień à 13 ans d'emprisonnement. Début avril 2017, il est interrogé par le parquet en tant que témoin du meurtre de Katarzyna Zowada en 1998. L'interrogatoire concernait sa connaissance de l'un des suspects, chercheur au Collegium Medicum de l'Université Jagellonne. À la suite de l'appel, le 19 avril 2017, le tribunal a rendu un jugement dans lequel la peine absolue d'emprisonnement a été réduite à 9 ans. Le 19 avril 2018, la Cour suprême a rejeté le pourvoi en cassation. La longue durée du procès, pendant lequel Brunon Kwiecień était en détention provisoire, ainsi que la manière dont l'enquête a été menée, ont fait l'objet de polémiques dans les médias. Il a été emprisonné dans la prison n°1 de Wrocław, où il est décédé le 6 août 2019 des suites d'une hémorragie sous-arachnoïdienne intracrânienne morbide . Il a été enterré au cimetière de Prądnik Czerwony (parcelle A7-7-10).

## Vie privée
Il était marié et avait deux fils.